# Umeboshi
Umeboshi (梅干, af ume, 梅 = blomme og boshi, 干 = tørret) er japansk ume-frugter, der er syltet med salt og røde shiso-blade. Frugterne omtales ofte som blommer, men er botanisk set snarere i familie med abrikoser. Umeboshi er især populært i oprindelseslandet, Japan. De er røde, runde og smager salt og surt.
Fremstillingen begynder med, at de endnu grønne abrikoser vaskes og stables i lag sammen med salt i store kar af træ. Indholdet af salt udgør mellem 12 og 25 %. Saltet gør at abrikoserne afgiver vand, og et tungt låg tvinger abrikoserne til at blive under vandspejlet og trykker med sin vægt yderligere vand ud af frugterne. Samtidig begynder den ønskede fermentering.
Efter at have gæret en til to måneder i karrene bliver frugterne tørret i det fri i fire til syv afhængig af vejret. Frugterne er nu hvide, og en del af dem sælges som shiroboshi. De resterende frugter indhylles i shiso-blade, mens fermenteringen foregår. Efter omkring en uge mere fjernes abrikoserne og stables sammen med shiso-bladene i fade, hvor de modner i yderligere en til to år. I løbet af denne tid får umeboshi deres karakteristiske farve fra de purpur shiso-blade.
Umeboshi tilberedes for det meste ikke yderligere før spisningen. Traditionelt spiser japanere en eller to af disse frugter om morgenen sammen med ren ris. Desuden serveres umeboshi også gerne i onigiri i for eksempel bento-bokse. Her minder den røde frugt blandt de hvide ris optisk om det japanske flag ("hinomaru-bento", hinomaru = det japanske flag).